# Henry Home Blackadder
Henry Home Blackadder (* ?; † 13. Januar 1830 in Edinburgh) war ein schottischer Chirurg und Meteorologe.
Blackadder studierte an der University of Edinburgh Medizin. Von 1813 assistierte er im Army Hospital, von 1815 bis 1818 als Assistant Surgeon (Assistenz-Chirurg). 1818 schloss er sein Studium in Edinburg mit M.D. ab. Neben seiner ärztlichen Tätigkeit beschäftigte sich Blackadder mit Meteorologie, insbesondere mit der Beobachtung von Kondensationsphänomenen und der Konstruktion von Instrumenten zur Aufzeichnung von Temperaturen während der Abwesenheit von Beobachtern. Seine Ergebnisse veröffentlichte er in wissenschaftlichen Zeitschriften Edinburghs.
1826 wurde Blackadder zum Fellow der Royal Society of Edinburgh berufen.

## Bibliographie
- 1818 Observations on phagedæna gangrænosa; In two parts
- 1823 On the formation of dew.; The Edinburgh New Philosophical Journal XI, 1824, Seite 51–64
- 1825 On some Phenomena of vertical and of lateral Mirage observed at King George's Bastion, Leigh; Edinburgh Journal of Science III, 1825, Seite 13–15
- 1825 Of unusual atmospherical Refraction; Edinburg Philosophical Journal XIII, Seite 66–72
- 1825 On the Action of certain Fluids on hydrophobic Substances of an Animal and Vegetable origin; Edinburgh Philosophical Journal XIII, 1825, Seite 240–244
- 1826 On the Construction of Meteorological Instruments so as to Register their indications during the Absence of an Observer at any given instant or at successive intervals of time; Edinburgh Journal of Science III, 1825 Seite 251–256; Edinburgh Royal Society Transactions X, 1826, Seite 337–348; Edinburg New Philosophical Journal I, 1826, Seite 238–242
- 1826 Observations on the changes which take place in Mercurial Thermometers; Edinburgh Journal of Science V, 1826, Seite 47–48
- 1826 Remarks on an optical phenomenon observed at sunrise from the summit of Mount Aetna; Edinburgh Journal of Science V, 1826, Seite 227–231
- 1826 On certain Circumstances connected with the condensation of atmospheric humidity on solid surfaces; Edinburgh Philosophical Journal XIV, 1826, Seite 81–91, 240–252
- 1826 On the combustion of alcoholic fluids, oil and like in lamps with observation on the colour and constitution of Flame; Edinburgh New Philosophical Journal I, 1826, Seite 52–66; Gill, Technical Repos. X., 1827, Seite 164–180
- 1826 On the Constitution of Flame; Edinburgh New Philosophical Journal I, 1826, Seite 224–236
- 1826 Description of a new Register Thermomenter, without indesx; the principle being applicable to the most delicate Mercurial Thermometers; Edinburgh Royal Society Transactions X., 1826, Seite 440–442; Edinburgh Journal of Science V., 1826, Seite 92–94